# Abraham Casembroot
Abraham Casembroot, né vers 1573-1593 à Bruges et mort en 1658 à Messine, est un peintre et graveur originaire des Pays-Bas et actif en Sicile.

## Biographie
Abraham Casembroot est né vers 1573/1593 à Bruges. Kramm suppose qu'il était de la famille de San Casembroots, secrétaire du comte Hoorn.
Il vit en Sicile à partir de 1623. Il travaille à Messine, peint des paysages et des sujets marins, montrant généralement des orages dans ces derniers. Il peint aussi occasionnellement des événements historiques, et trois petites images sur cuivre qu'il  peint de scènes de la Passion sont rapportées comme ayant été dans l'église de San Gioacchino à Messine (détruites par un tremblement de terre en 1908).
Il produit quelques gravures du port de Messine et d'autres sujets marins et Cornelis de Bol réalise une série de gravures d'après cinq de ses scènes portuaires; quatre sont des sujets italien, mais un montre le Palais de Lambeth à Londres.
De 1649 jusqu'à sa mort il est consul de la République néerlandaise en Sicile.
Il meurt en 1658 à Messine.